# コンパクト要素
順序理論において、半順序集合上のある要素が、その要素以上の元を持たない非空有向集合の上限に含まれないとき、コンパクトあるいは有限であるという。
コンパクト性の概念は他にもあり、特に通常の集合論的な意味での「有限」という用語は順序理論においての「有限要素」の概念とは両立しないことに注意。

## 形式的定義
半順序集合 (P, ≤) 上の要素 c が以下の同値な条件を満たすとき、コンパクト（あるいは有限）と呼ばれる：
- P の任意の有向部分集合  D に対して、D が上限 sup D を持ち、かつ c ≤ sup D ならば c ≤ d を満たす D の元 d が存在する。
- P の任意のイデアル I に対して、I が 上限 sup I を持ち、かつ c ≤ sup I ならば、c は I の元である。

さらに、半順序集合 P が結び半束（すなわち、任意の二元の上限が存在する）であるとき、これらの条件は以下の命題と同値である：
- P の空でない部分集合 S に対して、S が上限 sup S を持ち、かつ c ≤ sup S ならば、c ≤ sup T である S の有限部分集合 T が存在する。

特に、c = sup S のとき、c は有限部分集合 S の上限である。
これらの同値性は、関連する概念の定義から簡単に導かれる。結び半束の場合、有限の（空でない）上限で閉じることによって、任意の集合は同じ上限を持つ有向集合に変換することができることに注意。
有向完備半順序や完備束を考えるときは当然、特定の上限が存在するという追加条件を省くことができる。さらに、有向完備である結び半束は完備束になることに注意（最小元を持たないこともある）。詳細については、完備性を参照。

## 例
- 最も基本的な例は、包含関係によって順序付けられた、ある集合の冪集合を考えることで得られる。これは完備束になり、コンパクト要素は有限集合に一致する。このことから「有限要素」という名前が正当化される。
- 「コンパクト」という用語は、包含関係により順序付けられた、位相空間の開集合の成す束を考慮することで説明される。この順序において、コンパクト要素はコンパクト集合にほかならない。実際、結び半束におけるコンパクト性の条件は、位相空間におけるコンパクト性の条件に直ちに言い換えられる。
- 半順序集合の最小元は、存在すれば常にコンパクトである。これは唯一のコンパクト要素になりうる。例として実数の単位区間 [0, 1] がある。

## 代数的半順序集合
任意の要素がコンパクト要素の上限として表せるような半順序集合は、代数的半順序集合と呼ばれる。有向完備半順序集合であるこのような半順序集合は、領域理論において頻繁に用いられる。
重要な具体例として、代数束がある。L の任意の要素 x が x 以下のコンパクト要素の上限であるような完備束 L のことを代数束という。
以下が典型的な例である（「代数的」という名前の動機になる）：
任意の代数系 A（例えば、群、環、体、束など；あるいは何の演算もないただの集合でもよい）に対して、Sub(A) を A の部分構造全体の集合、すなわち、すべての演算（群の加法、環の加法と乗法など）について閉じている A の部分集合全体とする。ここで、部分構造の概念は代数系 A が零項演算を持たない場合における空の部分構造も含む。
このとき：
- 集合 Sub(A)は、集合の包含関係による順序の下で束を成す。
- Sub(A) の最大元は集合 A 自身である。
- Sub(A) の任意の元 S, T に対して、S と T の最大下界は、S と T の集合の意味での共通部分である；最小上界は、S と T の合併により生成される部分代数である。
- 集合 Sub(A) は完備束でもある。任意の部分構造の族の最大下界は、その共通部分である。
- Sub(A) のコンパクト要素は、A の有限生成部分構造にほかならない。
- 任意の部分構造は、その有限生成部分構造の合併である；したがって、Sub(A) は代数束である。

さらに、ある種の逆も成り立つ：任意の代数束は、ある代数系 A に対する Sub(A) と同型である。
他にも、普遍代数において重要な役割を果たす代数束がある：任意の代数系 A に対して、A 上の合同関係全体の成す集合を Con(A) と表す。A 上の合同関係はそれぞれ直積代数 A×A の部分代数であるから、Con(A) ⊆ Sub(A×A) である。ここで再び、
- Con(A) は、集合の包含関係による順序の下で束を成す。
- Con(A) の最大元は集合 A×A であり、定値準同型に対応する合同である。最小の合同は A×A の対角であり、同型写像に対応する。
- Con(A) は完備束である。
- Con(A) のコンパクト要素は、有限生成合同関係にほかならない。
- Con(A) は代数束である。

ここでもまた逆が成り立つ：G. Grätzer と E. T. Schmidt の定理から、任意の代数束はある代数系 A に対する Con(A) に同型である。

## 応用
コンパクト要素は、領域理論と呼ばれる意味論的アプローチによる計算機科学において重要である。領域理論において、コンパクト要素はある種の原始的な要素だと考えられる：コンパクト要素によって表現された情報は、その知識を持っていなければどのような近似をしても得られない。コンパクト要素は、それよりも厳密に小さな元によって近似することができない。一方で、コンパクトではないすべての要素がコンパクト要素の有向上限として得ることができる場合がある。これは望ましい状況である。なぜなら、コンパクト要素全体の集合は、しばしばもとの半順序集合よりも小さい（上に挙げた例がこのことを示している）。